# Кубок Украинской ССР по футболу 1947
8-й розыгрыш Кубка УССР состоялся с 21 сентября по 9 ноября 1947 года. Участие принимали 52 команды. Обладателем кубка в 5-й раз стало киевское «Динамо».

## Неизвестная стадия
| Город      | Команда                 | Счёт | Команда             |
| ---------- | ----------------------- | ---- | ------------------- |
| Краматорск | «Авангард» (Краматорск) | В:П  | «Шахтёр» (Кадиевка) |
| Краматорск | «Авангард» (Краматорск) | В:П  | ОДО (Киев)          |

## 1-й круг
| Город           | Команда                                          | Счёт | Команда                                       |
| --------------- | ------------------------------------------------ | ---- | --------------------------------------------- |
| Харьков         | «Трактор» (Харьков)                              | 10:1 | «Динамо» (Сумы)                               |
| Чернигов        | «Динамо» (Чернигов)                              | 2:2  | «Динамо» (Полтава)                            |
| Чернигов        | «Динамо» (Чернигов)                              | 1:5  | «Динамо» (Полтава)                            |
| Днепропетровск  | «Трактор» (Завод им. Ворошилова, Днепропетровск) | 3:1  | «Трактор» (Осипенко)                          |
| Кадиевка        | «Шахтёр» (Кадиевка)                              | 3:0  | «Шахтёр» (Червоногвардейский район, Макеевка) |
| Днепродзержинск | «Сталь» (Днепродзержинск)                        | 4:1  | «Сталь» (Кривой Рог)                          |
| Дрогобыч        | «Спартак» (Дрогобыч)                             | 1:4  | «Динамо» (Ужгород)                            |
| Львов           | «Буревестник» (Львов)                            | 1:1  | «Локомотив» (Ровно)                           |
| Львов           | «Буревестник» (Львов)                            | 0:1  | «Локомотив» (Ровно)                           |
| Херсон          | «Авангард» (Херсон)                              | 1:2  | «Судостроитель-2» (Николаев)                  |
| Херсон          | «Динамо» (Херсон)                                | 1:0  | «Спартак» (Киев)                              |
| Ворошиловск     | «Сталь» (Ворошиловск)                            | 5:0  | «Сталь» (Константиновка)                      |

## 2-й круг
| Город           | Команда                   | Счёт | Команда                                          |
| --------------- | ------------------------- | ---- | ------------------------------------------------ |
| Станислав       | «Динамо» (Станислав)      | 5:1  | «Локомотив» (Ровно)                              |
| Полтава         | «Динамо» (Полтава)        | 4:3  | «Трактор» (Завод им. Ворошилова, Днепропетровск) |
| Днепродзержинск | «Сталь» (Днепродзержинск) | В:П  | «Азовсталь» (Мариуполь)                          |
| Кировоград      | «Динамо» (Кировоград)     | 4:0  | Команда Житомира                                 |
| Одесса          | «Водник» (Одесса)         | -:+  | «Судостроитель-2» (Николаев)                     |
| Львов           | «Динамо» (Луцк)           | 1:5  | «Динамо» (Ужгород)                               |

## 3-й круг
| Город          | Команда                      | Счёт | Команда                                    |
| -------------- | ---------------------------- | ---- | ------------------------------------------ |
| Запорожье      | «Большевик» (Запорожье)      | 3:1  | «Сталь» (Днепродзержинск)                  |
| Ясиноватая     | «Локомотив» (Ясиноватая)     | 8:1  | «Динамо» (Полтава)                         |
| Николаев       | «Судостроитель-2» (Николаев) | +:-  | «Динамо» (Херсон)                          |
| Днепропетровск | «Сталь» (Днепропетровск)     | 5:2  | «Сталь» (Завод им. Фрунзе, Константиновка) |
| Львов          | «Динамо» (Львов)             | 0:2  | «Динамо» (Ужгород)                         |
| Мукачево       | «Большевик» (Мукачево)       | 7:0  | «Динамо» (Станислав)                       |

## 4-й круг
| Город      | Команда                       | Счёт | Команда                      |
| ---------- | ----------------------------- | ---- | ---------------------------- |
| Краматорск | «Авангард» (Краматорск)       | 3:2  | «Шахтёр» (Сталино)           |
| Ясиноватая | «Локомотив» (Ясиноватая)      | 4:1  | «Сталь» (Днепропетровск)     |
| Ужгород    | «Динамо» (Ужгород)            | 1:2  | «Спартак» (Львов)            |
| Херсон     | «Спартак» (Херсон)            | 4:2  | «Большевик» (Запорожье)      |
| Николаев   | «Судостроитель» (Николаев)    | 5:0  | «Судостроитель-2» (Николаев) |
| Киев       | «Динамо» (6-й райсовет, Киев) | 1:2  | «Дзержинец» (Харьков)        |
| Мукачево   | «Большевик» (Мукачево)        | 2:5  | «Спартак» (Ужгород)          |

## 5-й круг
| Город      | Команда                 | Счёт | Команда               |
| ---------- | ----------------------- | ---- | --------------------- |
| Львов      | «Спартак» (Львов)       | 1:2  | «Спартак» (Ужгород)   |
| Краматорск | «Авангард» (Краматорск) | 5:0  | «Динамо» (Кировоград) |

## Четвертьфиналы
| Город  | Команда            | Счёт | Команда               |
| ------ | ------------------ | ---- | --------------------- |
| Киев   | «Динамо» (Киев)    | 6:0  | «Дзержинец» (Харьков) |
| Херсон | «Спартак» (Херсон) | 1:2  | «Локомотив» (Харьков) |

## Полуфиналы
| Город  | Команда            | Счёт | Команда                 |
| ------ | ------------------ | ---- | ----------------------- |
| Киев   | «Динамо» (Киев)    | 4:1  | «Локомотив» (Харьков)   |
| Одесса | «Пищевик» (Одесса) | В:П  | «Авангард» (Краматорск) |

## Финал
| 9 ноября 1947 года | \| «Динамо» Киев \| 5:1 \| «Пищевик» Одесса \| | Киев             |
| Динамо: Зубрицкий, Скрипченко, Шевцов, Виньковатов, Чаплыгин, Жилин, Дашков, Лерман, Дементьев, Махиня, Принц, Пономарёв, Севастьянов Гл. тренер: Михаил Бутусов |                                                |                  |
| «Динамо» Киев | 5:1                                            | «Пищевик» Одесса |